# Cheirogaleus andysabini
Cheirogaleus andysabini (лат.) — вид крысиных лемуров. Эндемик Мадагаскара.
Был описан в 2015 году по итогам экспедиции в сухие леса северного Мадагаскара группой американского биолога Леи Руньхуа (англ. Runhua Lei). Видовое название было дано в честь филантропа из Нью-Йорка Энди Сабина. Длина тела 16—18 см, длина хвоста 26—27 см, вес 250—310 гр. Ареал расположен вдоль лесного коридора от заказника Анканара до леса Бекараока. Угрозы популяции не определены, однако возможной угрозой является вырубка леса на северном Мадагаскаре.